# 湖北省潛江中學
30°24′39″N 112°53′43″E / 30.41097°N 112.89526°E
湖北省潛江中學是中华人民共和国湖北省潜江市的一所高级中学，其前身是1944年成立的潜江县初级中学。